# Dilophus flavifemur
Dilophus flavifemur är en tvåvingeart som beskrevs av Edwards 1930. Dilophus flavifemur ingår i släktet Dilophus och familjen hårmyggor. Inga underarter finns listade i Catalogue of Life.